# Dodge Ram
Dodge Ram – samochód osobowy typu pickup klasy wyższej produkowany pod amerykańską marką Dodge 1981 – 2010.

## Pierwsza generacja

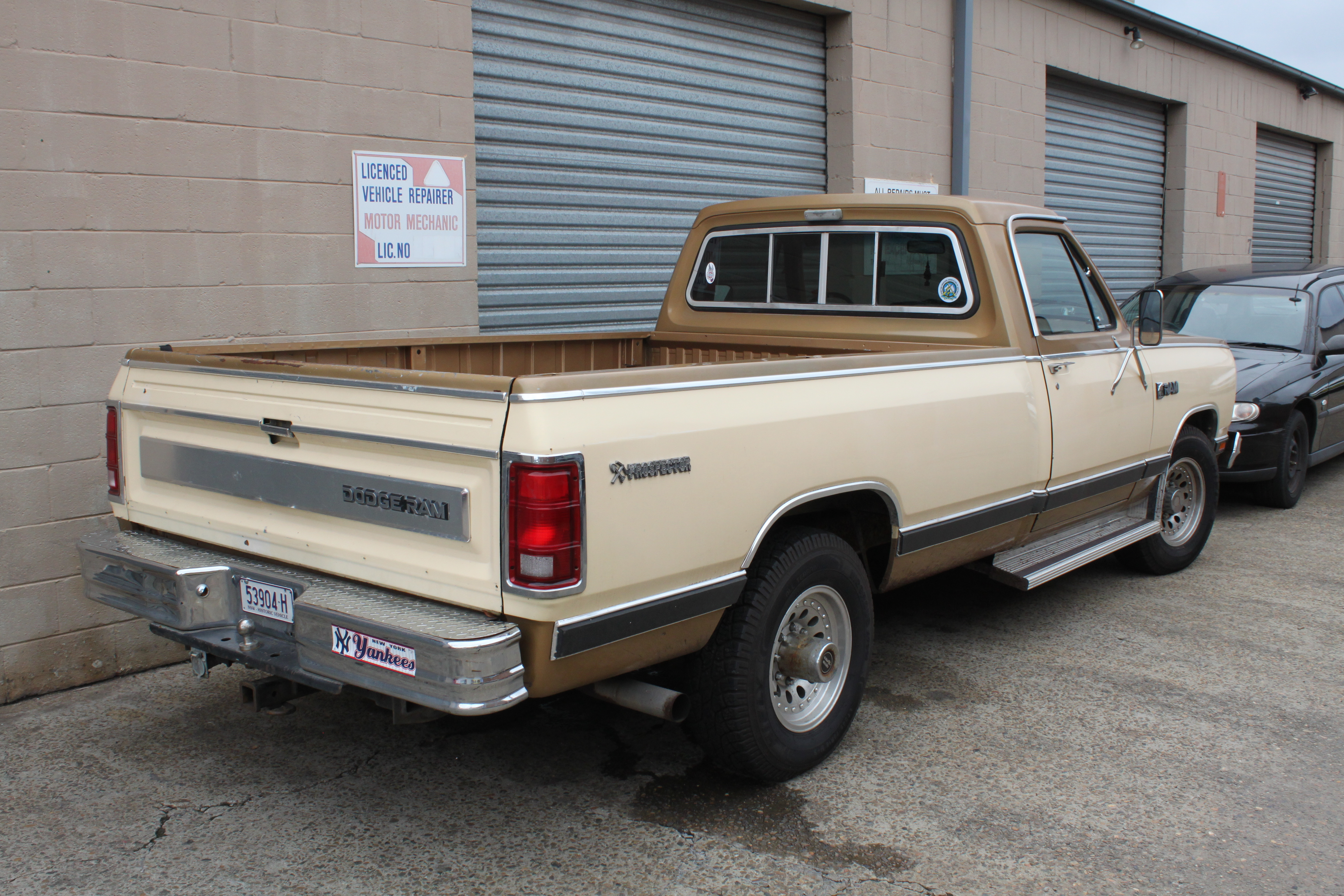
Dodge Ram I - tył

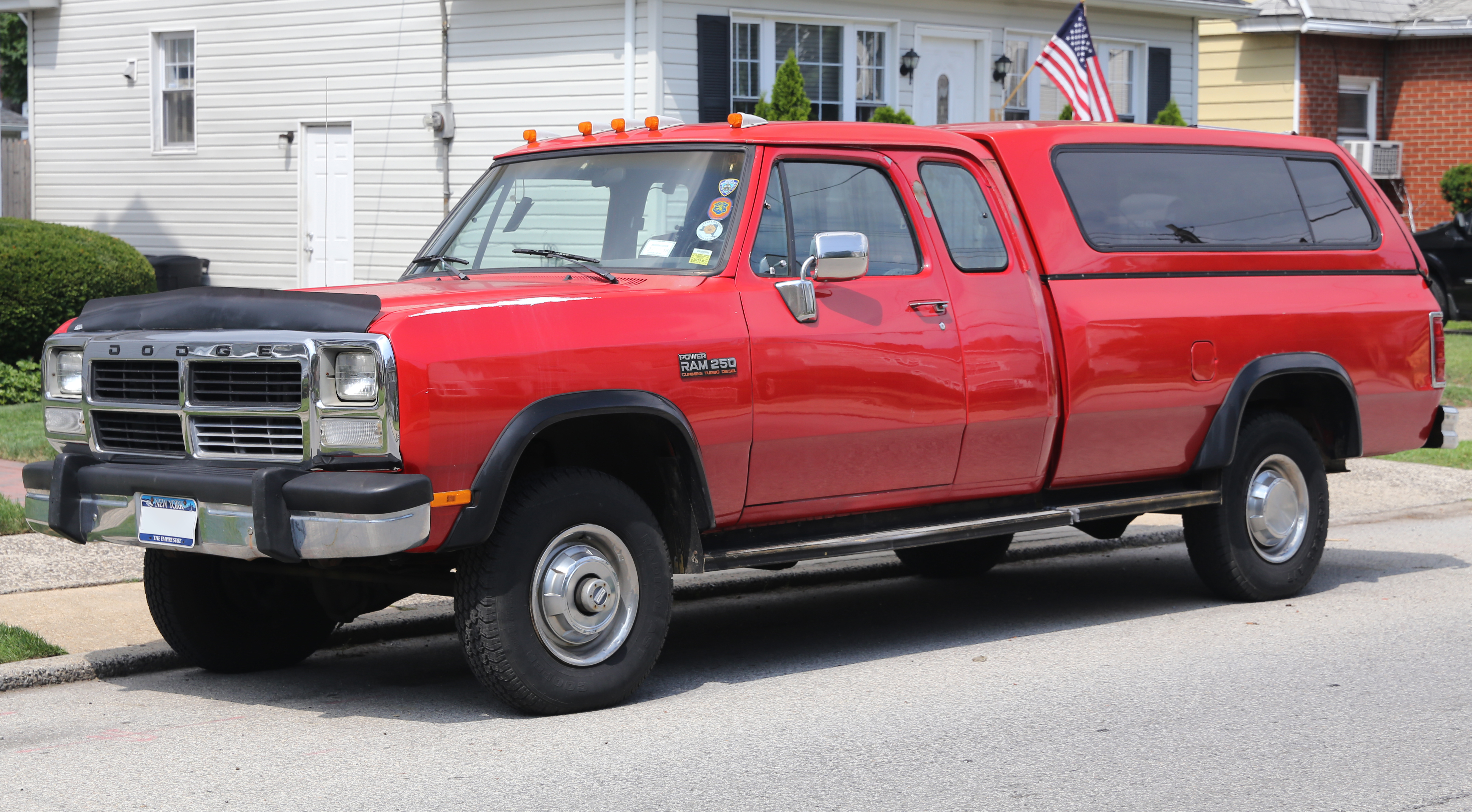
Dodge Ram I Crew Cab

Dodge Ram I został zaprezentowany po raz pierwszy w 1981 roku.
Dodge Ram zadebiutował w marcu 1981 roku jako następca dla Dodge D-Series, będąc de facto głęboko zmodernizowanym modelem trzeciej generacji. W stosunku do jego, samochód zyskał inny pas przedni, zmodyfikowany kształt atrapy chłodnicy, a także inne reflektory i wystrój kabiny pasażerskiej. Dodge Ram I dostępny był w kilku wersjach: ze standardową (2-drzwiowa) oraz przedłużoną kabiną (2- lub 4-drzwiowa). Do napędu używane są benzynowe silniki V6, V8, V10 oraz wysokoprężne jednostki Diesla R6 i V8. Moc przenoszona jest na oś tylną lub obie osie poprzez automatyczne bądź manualne skrzynie biegów.

### Silniki
- L6 3.7l Slant-6
- L6 5.9l Diesel
- V6 3.9l LA
- V8 5.2l LA
- V8 5.9l LA

## Druga generacja

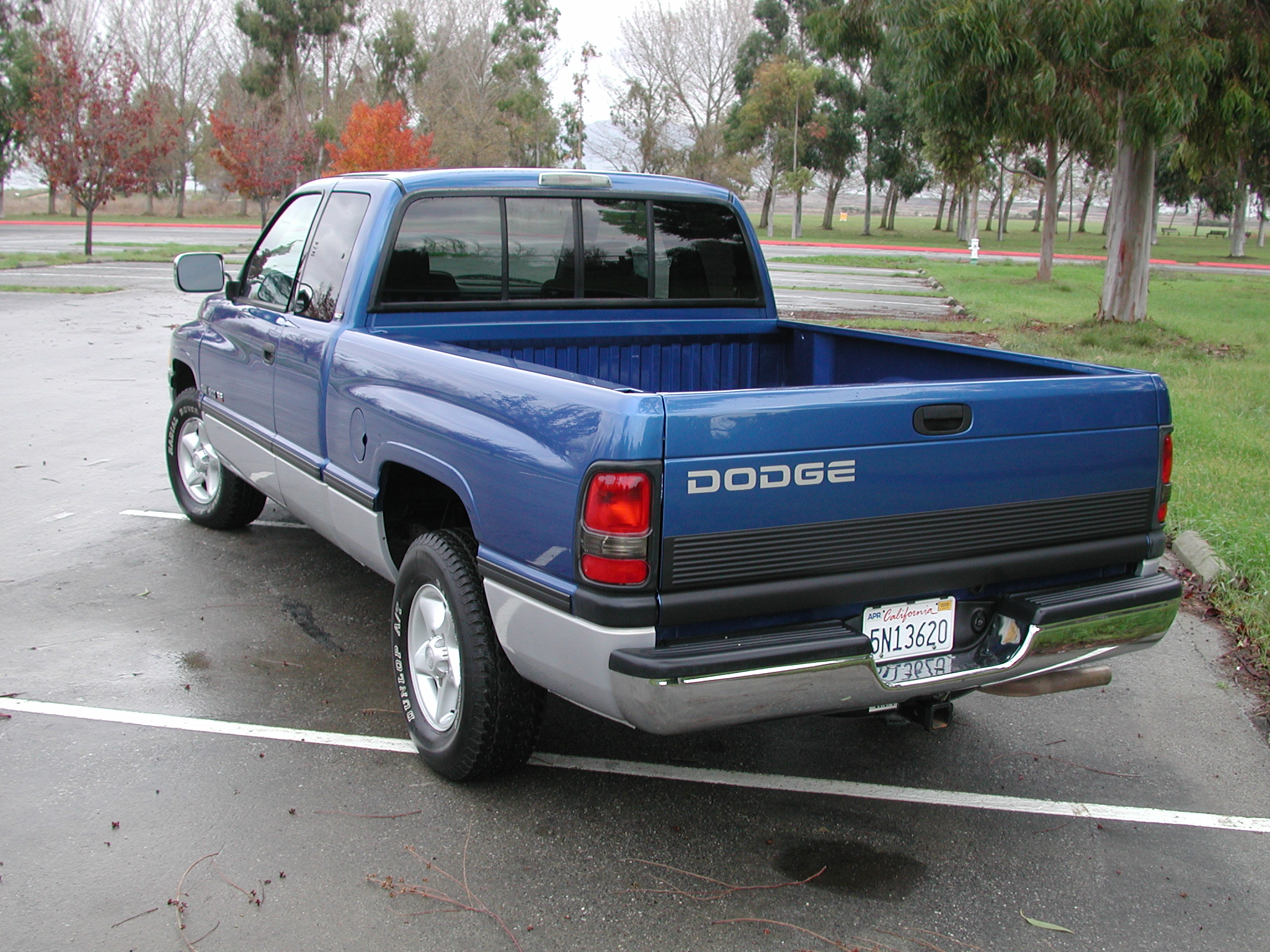
Dodge Ram II - tył

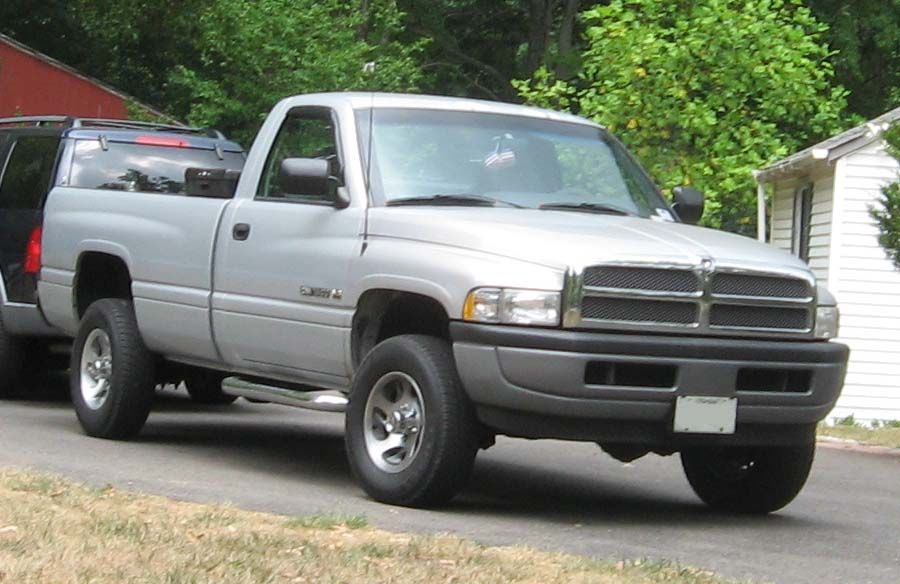
Dodge Ram I Single Cab

Dodge Ram II został zaprezentowany po raz pierwszy w 1993 roku.
Drugie, zupełnie nowe i zbudowane od podstaw drugie wcielenie Dodge'a Rama zadebiutowało w połowie 1993 roku. Samochód przeszedł gruntowną metamorfozę nie tylko pod kątem wymiarów, ale i wyglądu. Kontorwersje wywołał awangardowy, jak na pierwszą połowę lat 90., wygląd przedniej części nadwozia, która wyróżniała się wyraźnie zaznaczonymi przednimi nadkolami, wąskimi reflektorami, dużym chromowanym grillem i wyeksponowaną maską.
Projekt nadwozia, co więcej, był pierwotnie gotowy już w 1988 roku, jednak po raz pierwszy został on odrzucony przez ówczesnego szefa Chryslera, Boba Lutza, który nazwał go "zbyt konwencjonalnym", a kolejne kształty modelu nie spotkały się z akceptacją zarządu Dodge'a w 1991 roku. Ostateczne kształty samochodu powstały zatem w ciągu dwóch lat.
W 1994 roku samochód zdobył tytuł North American Truck of the Year.

### Silniki
- L6 5.9l Diesel 218-248 KM
- V6 3.9l Magnum 177 KM
- V8 5.2l Magnum 233 KM
- V8 5.9l Magnum 233-248 KM
- V10 8.0l Magnum 304 KM

## Trzecia generacja

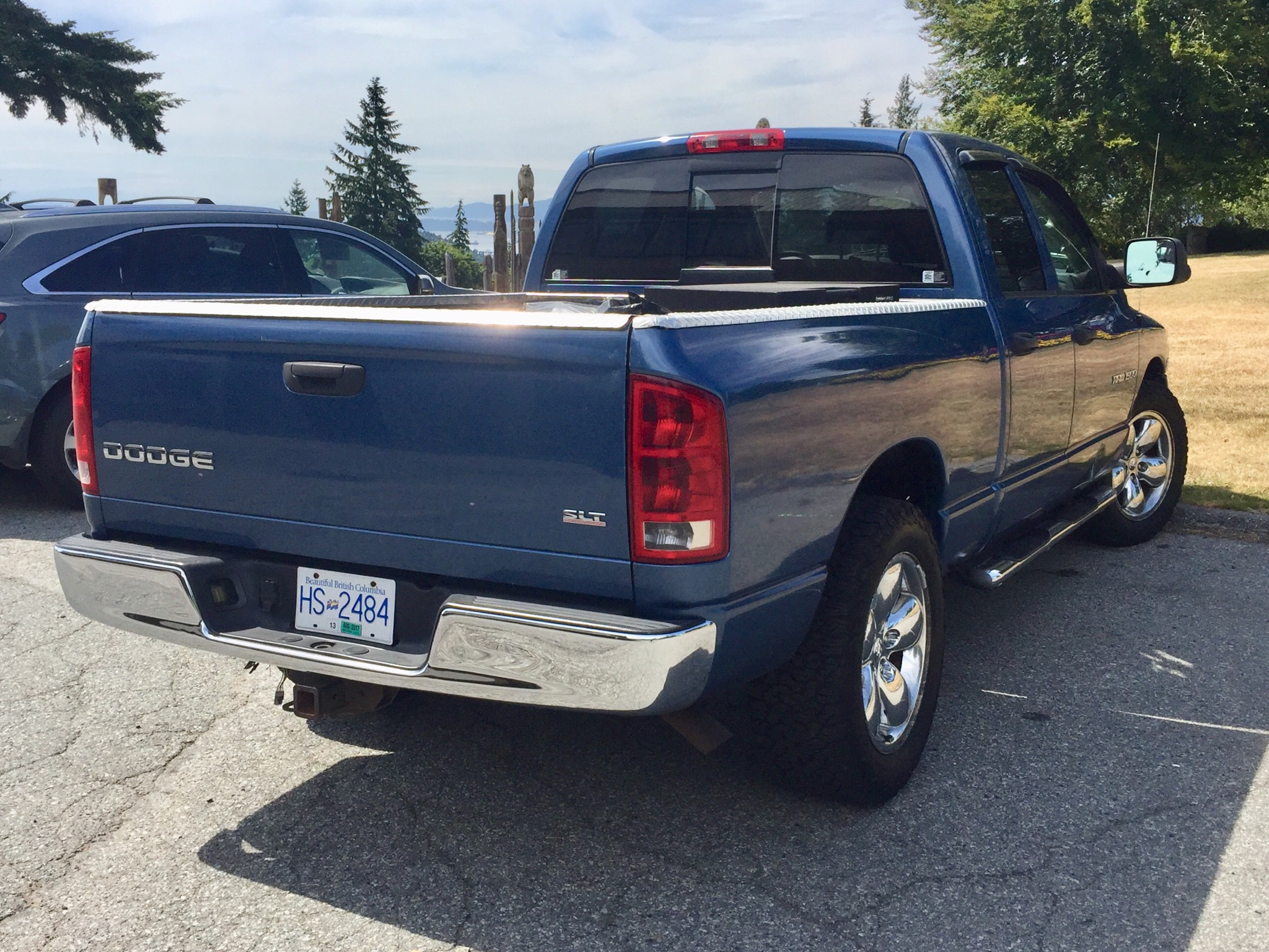
Dodge Ram III - tył

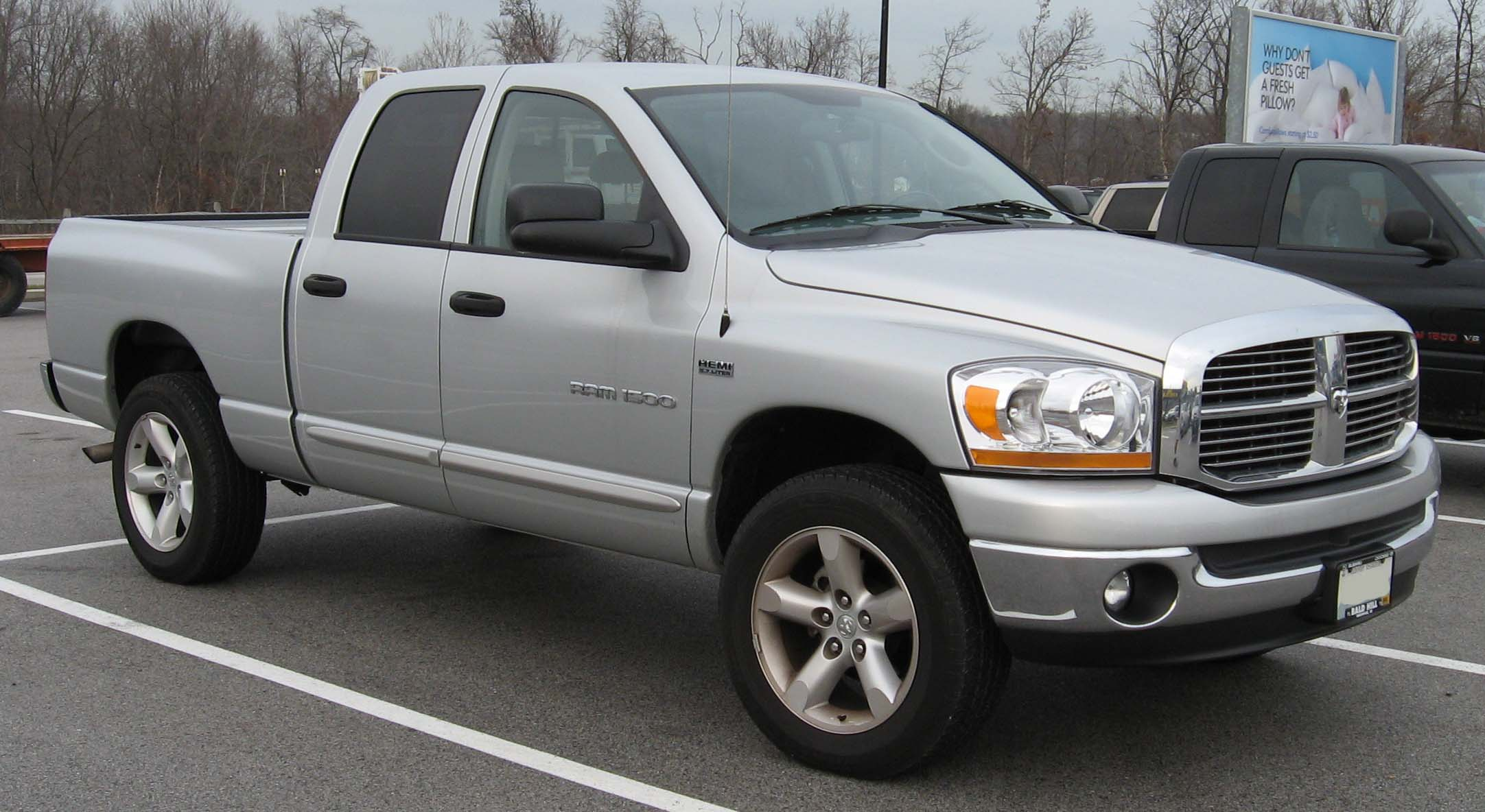
Dodge Ram III po liftingu

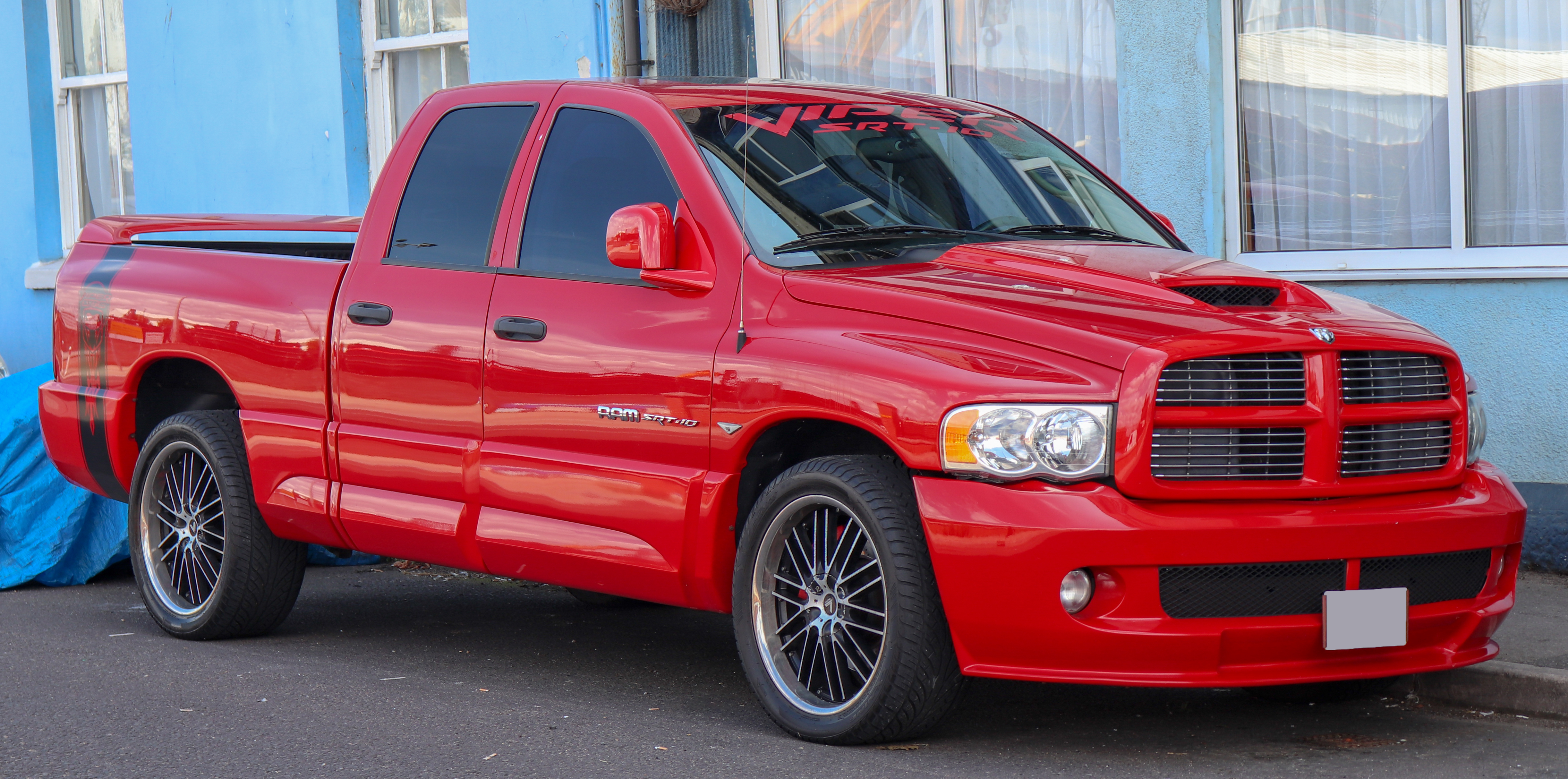
Dodge Ram III SRT-10

Dodge Ram III został zaprezentowany po raz pierwszy w 2001 roku.
Trzecia generacja Rama, choć pod kątem stylistycznym w dużym stopniu odtworzyła koncepcje i proporcje nadwozia znane z poprzednika, była zbudowanym od podstaw zupełnie nowym samochodem. Pojazd miał swoją premierę latem 2001 roku podczas wystawy samochodowej w Chicago. Podobnie jak w przypadku drugiej generacji, oferta składała się z kilkunastu odmian nadwoziowych różniących się długością i wysokością nadwozia, a także rozstawem osi i masą całkowitą.

### Lifting
W maju 2005 roku Dodge przedstawił gruntownie zmodernizowanego Rama III, w ramach którego radykalnie zmieniono wygląd przedniej części nadwozia, odrzucając koncepcję zapoczątkowaną jeszcze przez poprzednika w 1993 roku. Pojawiły się większe i masywniejsze reflektory, a także większa atrapa chłodnicy i przemodelowane zderzaki.

### Ram SRT-10
W 2004 roku przedstawiono sportową odmianę Dodge Ram SRT-10, którą wytwarzano do 2006 roku. Do napędu użyto pochodzącego z samochodu Dodge Viper silnika V10 o pojemności 8,3 l. Moc przenoszona była na oś tylną poprzez 6-biegową manualną bądź 4-biegową automatyczną skrzynię biegów.  

### Silniki
- L6 5.9l Diesel
- L6 6.7l Diesel
- V6 3.7l Magnum
- V8 4.7l Magnum
- V8 5.7l Hemi
- V8 5.9l Magnum
- V10 7.3l Magnum
- V10 8.3l Viper

### Dane techniczne (Ram SRT10)
- V10 8,3 l (8285 cm³), 2 zawory na cylinder, OHV
- Układ zasilania: wtrysk
- Średnica cylindra × skok tłoka: 102,4 mm x 100,6 mm
- Stopień sprężania: 9,6:1
- Moc maksymalna: 517 KM (380 kW) przy 5600 obr./min
- Maksymalny moment obrotowy: 712 N•m przy 4200 obr./min
- Maksymalna prędkość obrotowa silnika: 6000 obr./min
- Przyspieszenie 0-100 km/h: 4,9 s (Regular Cab) / 5,6 s (Crew Cab)[7][8]
- Czas przejazdu pierwszych 400 m: 13,6 s (Regular Cab) / 14,2 s (Crew Cab)
- Prędkość maksymalna: 246 km/h (Regular Cab) / 237 km/h (Crew Cab)

## Czwarta generacja

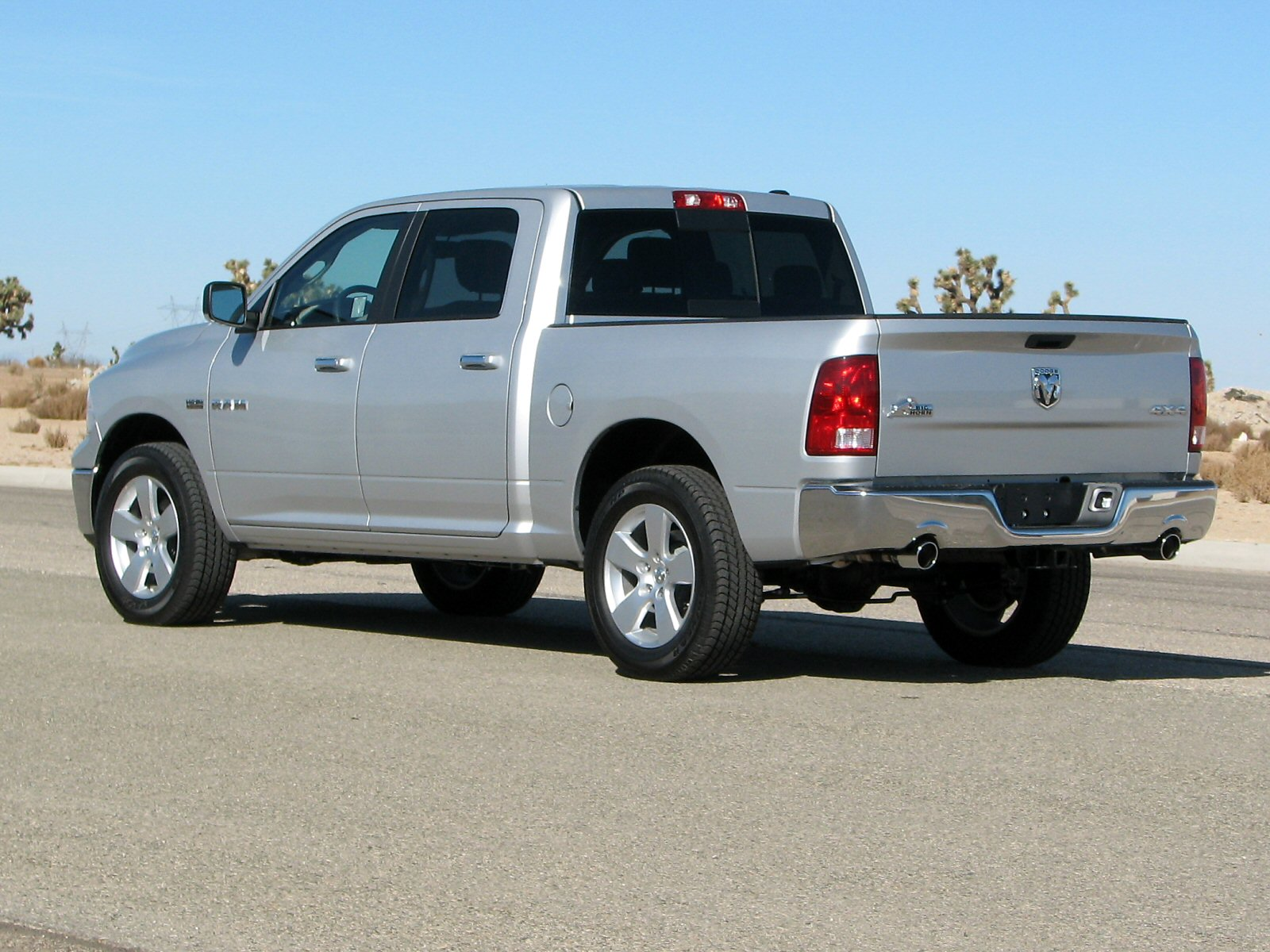
Dodge Ram IV - tył

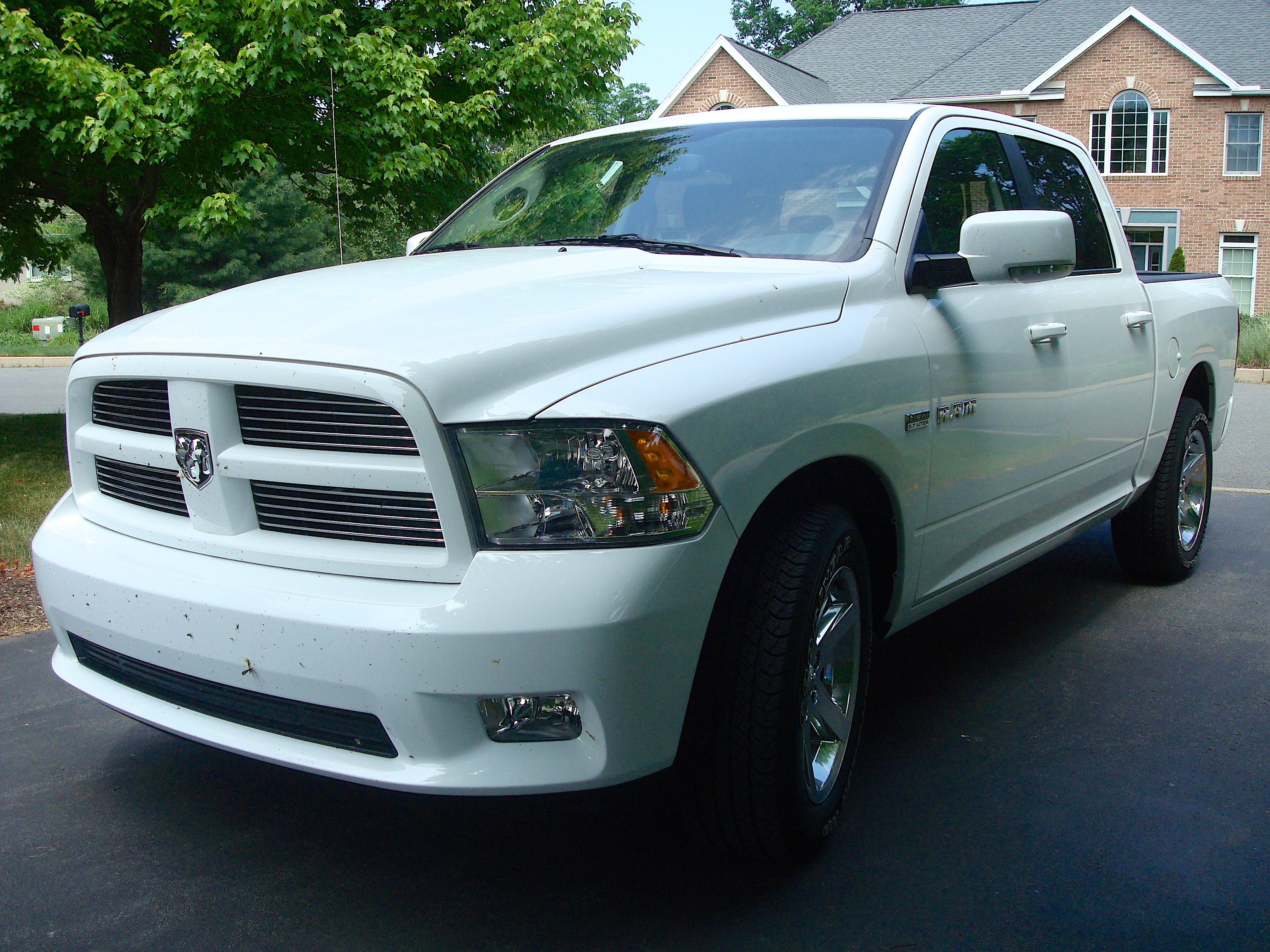
Ram 1500

Dodge Ram IV został zaprezentowany po raz pierwszy w 2008 roku.
Nowe, czwarte i zarazem ostatnie w historii wcielenie Rama pod marką Dodge zostało zaprezentowane w styczniu 2008 roku na Detroit Auto Show. Samochód utrzymał ewolucyjny kierunek zmian, zachowując charakterystyczne proporcje nadwozia na czele z pasem przednim z wyeksponowanymi nadkolami i dużymi reflektorami. 

### Zmiana nazwy
W 2010 roku ówczesny koncern Chrysler, do którego należał Dodge, podjął decyzję o utworzeniu nowej marki Ram Trucks, która powstała w ramach wydzielenia pickupów i samochodów dostawczych z oferty Dodge. W ten sposób, Dodge Ram IV po dwóch latach produkcji został przemianowany na model Ram Pickup. Podstawowy model znany jest odtąd pod nazwą Ram 1500, a ciężarowe i większe warianty znane są odpowiednio pod nazwami Ram 2500 i Ram 3500. Pomimo prezentacji w międzyczasie nowego wcielenia w 2018 roku, samochód dalej jest produkowany pod nazwą Ram 1500 Classic.

### Silniki
- L6 6.7l Turbo-Diesel
- V6 3.0l Eco-Diesel
- V6 3.6l Pentastar
- V6 3.7l PowerTech
- V8 4.7l
- V8 5.7l Hemi
- V8 6.4l Hemi